# اتحادیه لاتین
اتحادیه لاتین، سازمانی بین‌المللی شامل کشورهایی بود که از زبان‌های رومی استفاده می‌کردند. این سازمان از سال ۱۹۸۳ تا ۲۰۱۲ مشغول به‌کار بود. هدف آن حفاظت، طرح و ترویج میراث فرهنگی مشترک مردم لاتین و متحد کردن هویت جهان لاتین و تحت تأثیر لاتین بود. این سازمان در ۱۹۵۴ در مادرید اسپانیا ایجاد شد و اعضای آن از ۱۲ کشور به ۳۶ کشور، شامل کشورهای آمریکای شمالی، آمریکای جنوبی، اروپا، آفریقا و منطقه آسیا و اقیانوس آرام افزایش یافت.
نام‌های رسمی اتحادیه لاتین عبارت بودند از: Union Latine در فرانسوی، Unione Latina در ایتالیایی، União Latina در پرتغالی، Uniunea Latină در رومانیایی، Unión Latina در اسپانیایی و Unió Llatina در کاتالان
با توجه به مشکلات مالی، اتحادیهٔ لاتین در تاریخ ۲۶ ژانویه ۲۰۱۲، تعلیق فعالیت‌هایش و در  ۳۱ ژوئیه ۲۰۱۲، انحلال دبیرخانهٔ خود و پایان کار همهٔ کارکنان سازمان را اعلام کرد.

## عضویت
با توجه به وبگاه اتحادیه لاتین، کشورهای دارای معیارهای زیر می‌توانستند عضو این سازمان شوند:
- معیارهای زبانی:
  - زبان رسمی از لاتین مشتق شده باشد.
  - زبان مشتق‌شده از لاتین در آموزش و پرورش استفاده شود.
  - زبان مشتق شده از لاتین معمولاً در رسانه‌های جمعی یا در زندگی روزمره استفاده شود.
- معیارهای زبانی-فرهنگی:
  - وجود ادبیات قابل توجه در زبان مشتق‌شده از لاتین
  - مطبوعات و نشر به زبان مشتق‌شده از لاتین
  - تلویزیون با درصد قابل توجهی از برنامه به زبان مشتق شده از لاتین
  - رادیو به‌طور گسترده در زبان مشتق شده از لاتین پخش شود.
- معیارهای فرهنگی:
  - وراثت مستقیم یا غیرمستقیم میراث روم باستان، که دولت به آن وفادار باقی بماند و عمدتاً از طریق آموزش لاتین آن را زنده نگه‌دارد.
  - آموزش فرهنگی زبان‌های خارجی دارای ریشهٔ لاتین
  - برنامه‌های تبادل با سایر کشورهای لاتین
  - سازمان‌های اجتماعی، به ویژه در فضای قانونی، بر اساس احترام به آزادی‌های اساسی، اصول کلی حقوق بشر و دموکراسی، بردباری و آزادی مذهب

## زبان‌های رسمی
زبان رسمی اتحادیه لاتین اسپانیایی، فرانسوی، ایتالیایی، پرتغالی، رومانیایی و کاتالان بود. اسپانیایی، فرانسوی، ایتالیایی و پرتغالی به عنوان زبان کاری کاربرد داشتند. تمام متون انتشار عمومی به این چهار زبان و برخی به رومانیایی و کاتالان هم ترجمه می‌شدند.

## سازمان
این اتحادیه از سه نهاد اصلی یعنی کنگره، شورای اجرایی و دبیرخانه عمومی تشکیل شده بود.

### کنگره
کنگره که شامل نمایندگان تمامی کشورهای عضو بود، هر دو سال یکبار در مجمع عمومی جلسه داشت. عملکرد اصلی آن شامل موارد زیر بود:
- تصویب بودجه
- تعریف مسیر کلی اتحادیه
- عضوگیری کشورهای جدید به‌شکل رسمی
- انتخاب و تعیین کشورهای عضو به عنوان رئیس، معاون و عضو سازمان‌های فرعی اتحادیه

یک رئیس و دو معاون توسط کنگره انتخاب می‌شدند. اولگ سربرین از جمهوری مولداوی آخرین رئیس اتحادیه بود.
کنگره دو نهاد کمکی یعنی کمیسیون پذیرش عضویت و کمیسیون نامزدها داشت.
- کمیسیون پذیرش عضویت شامل ۱۰ کشور عضو بود و مسئول تأیید و ترفیع همهٔ کشورهای عضو اتحادیه بود.
- کمیسیون کاندیداها از ۹ کشور عضو تشکیل شده بود و مسئولیت بررسی اعتبار نامزدها را با توجه به تقسیم جغرافیایی و زبانی-فرهنگی داشت.

### شورای اجرایی
شورای اجرایی قوه مجریه اتحادیه بود. شورا شامل ۱۲ کشور عضو بود که هر چهار سال یکبار توسط کنگره انتخاب می‌شدند و یک رئیس و دو معاون آن را اداره می‌کردند که آن‌ها نیز توسط کنگره انتخاب می‌شدند.
دو کمیسیون کمکی نیز به شورای اجرایی تعلق داشت:
- کمیسیون مالی و برنامه
- کمیسیون تندیس‌ها

### دبیرخانه عمومی
اتحادیه لاتین یک دبیرکل که هر چهار سال یک بار توسط کنگره منصوب می‌شد، اداره می‌شد. دبیرکل مسئولیت اجرای برنامه‌ها و اجرای تصمیمات کنگره و شورای اجرایی در مورد بودجه و مسیر کلی را برعهده داشت.
۴ مدیر وابسته به دبیرخانه نیز وجود داشت:
- مدیر اجرایی و امور مالی
- مدیر فرهنگ و ارتباطات
- مدیر توسعه و آموزش زبان‌ها
- مدیر اصطلاحات و صنایع زبان

### امور مالی
بودجه اتحادیه عمدتاً توسط کمکهای اجباری کشورهای عضو تأمین می‌شد. اتحادیه ممکن بود برای برخی از فعالیت‌ها با سایر نهادهای دولتی یا خصوصی همکاری داشته باشد.

## نقشه اتحادیه لاتین

کشورهای عضو اتحادیه لاتین.